# 惠亭水库
惠亭水库位于中国湖北省京山市新市镇、孙桥镇范围内，是以灌溉为主，兼有防洪、发电、供水等功能的大（二）型水库。
惠亭水库由京山、天门、应城三地集10万余民工之力建成，有南、北两条干渠，全长102公里，设计灌溉京山、天门、应城、汉川的40万亩农田。
惠亭水库是江汉平原向鄂西丘陵山地过渡的重要人工湿地。